# Valle del Retortillo
Valle del Retortillo är en kommun i Spanien.   Den ligger i provinsen Provincia de Palencia och regionen Kastilien och Leon, i den norra delen av landet, 220 km norr om huvudstaden Madrid. Antalet invånare är 191. Arean är 63 kvadratkilometer.
Terrängen i Valle del Retortillo är platt.